# Parque nacional Benito Juárez
El parque nacional Benito Juárez es un parque nacional de México localizado al norte de la ciudad de Oaxaca de Juárez, en el Estado de Oaxaca; en la sierra San Felipe, parte de la sierra Madre de Oaxaca en las comunidades de San Felipe del Agua, Donají, San Luis Beltrán, y San Andrés Huyapam. El pico más alto del parque es el Cerro San Felipe, a 3,500 m s. n. m.. De este cerro proviene el arroyo San Felipe, del cual se toma el agua para gran parte de la ciudad de Oaxaca.

## Decreto
El decreto por el cual se creó el área denominada como Parque Nacional Benito Juárez entró en vigor el 30 de diciembre de 1937, contando en ese entonces con 3180 hectáreas.

## Biodiversidad
De acuerdo al Sistema Nacional de Información sobre Biodiversidad de la Comisión Nacional para el Conocimiento y Uso de la Biodiversidad (CONABIO) en el Parque Nacional Barranca del Cupatitzio  habitan más de 300 especies de plantas y animales de las cuales 22 se encuentran dentro de alguna categoría de riesgo de la Norma Oficial Mexicana NOM-059  y 2 son exóticas,

## Fauna
Los mamíferos silvestres son muy elusivos en el parque, pero es muy común ver los hoyos de las tuzas o las espinas de puercoespín, pero son nocturnos y casi nunca se ven de día. Unos de los mamíferos más comunes son el tlacuache y la ardilla. También se encuentran venados y jabalíes, y tal vez coyotes. Antes había pumas y jaguares, pero ya no se sabe si habitan en el parque.
Es mucho más común ver los mamíferos domésticos, como las vacas, burros, chivo, borregos, y caballos que pastan en el cerro. Existen manadas salvajes de caballos y perros escapados.
Muchos pájaros habitan la reserva, algunos residentes y otros aves migratorias provenientes de Estados Unidos, Canadá y el norte de México, los cuales solo se encuentran en la reserva en invierno. Algunos pájaros residentes son el Trogón mexicano, el zopilote, la caracara común o quebrantahuesos, el correcaminos, y muchos otros. Las especies varían según la altura y vegetación.
Bastantes culebras habitan el monte. Las mayoría son inofensivas, pero entre los peligrosas están la cascabel y el coralillo, cuyo veneno puede ser mortal.
También son comunes las lagartijas y los sapos. En los ríos hay a veces peces, ranas,  y cangrejos.
En el cerro se crían los escarabajos negros que bajan en junio o agosto al valle. En el cerro es común ver sus crías, conocidas como "gallinas ciegas" entre las hojas o en los senderos.

## Vegetación

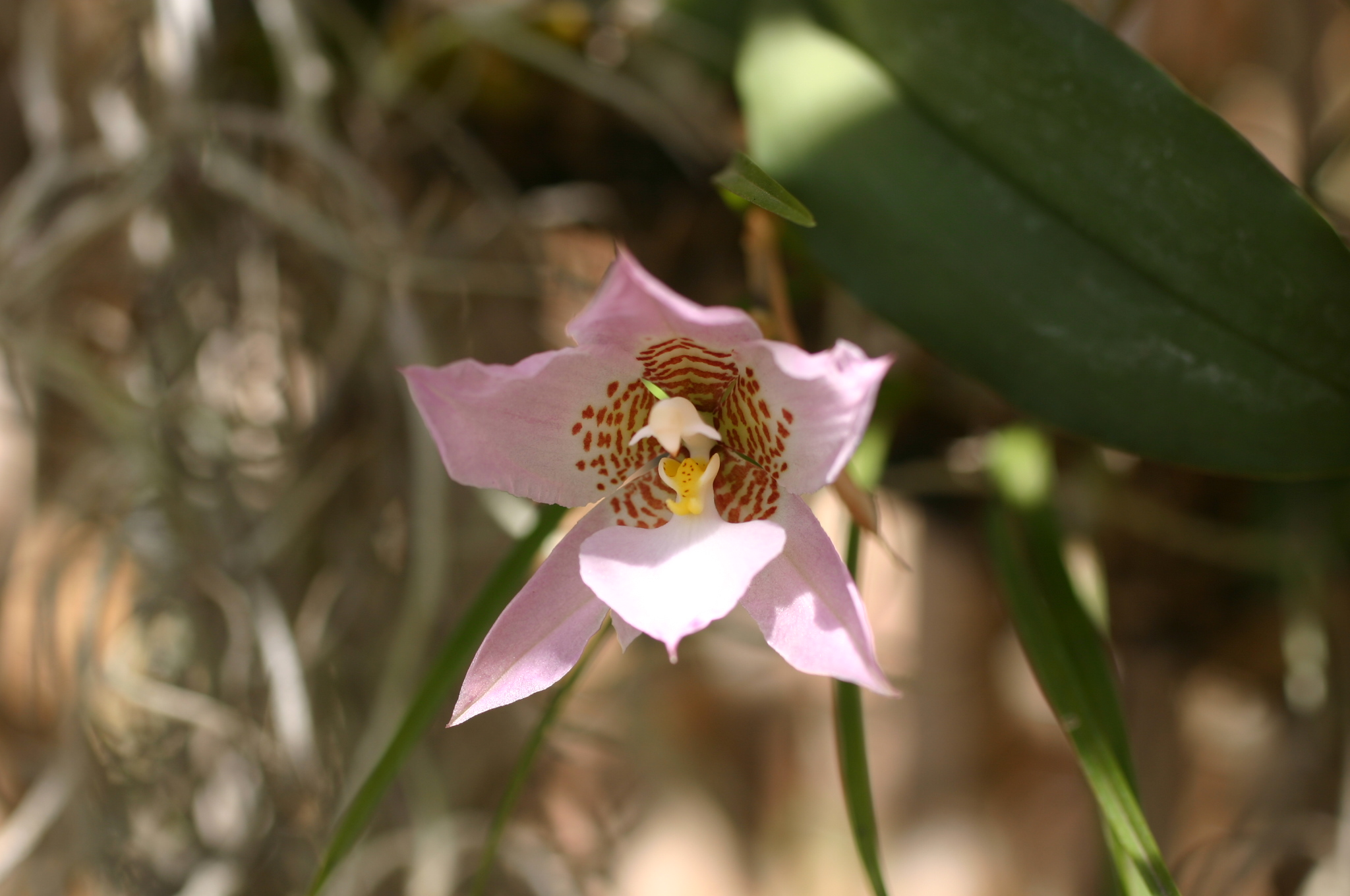
Rhynchostele cervantesii ssp. membranacea es una orquídea endémica de Oaxaca.

El parque abarca varios tipos de vegetaciones, subiendo desde 1,600 m s. n. m. hasta 3,500 m s. n. m.; las partes bajas entre los 1,700 y 1,800 próximos a las poblaciones han sido casi totalmente convertidos en milpas y campos para pastar animales. Estas áreas perturbadas se pueblan de árboles invasivos como la higuerilla o la jacarandá. Algunas áreas han sido sembradas de duraznos y otros frutales. Otras áreas han sido forestadas con árboles exóticos como eucalipto australiano y casuarina, que degradan el terreno oaxaqueño. La vegetación original de estas alturas, la cual casi ha desaparecido es la Selva Baja Caducifolia. La selva baja caducifolia es la parte más seca del parque, donde la mayoría de las plantas son caducas. Entre los árboles más comunes: guaje (Leucaena esculenta) el palo mulato (Bursera simaruba), el timbre (Acacia angustissima), la árnica (Montanoa spp.), el algaroble (Vachellia pennatula), la annona (Annona cherimola), los copales (Bursera spp.), el casahuate (Ipomoea murucoides), el pájaro bobo (Ipomoea pauciflora), la hoja de manteca (Solanum sp.), el nanche rojo (Bunchosia cornifolia), el espino (Vachellia farnesiana), la pitaya (Stenocereus stellatus), el nopal (Opuntia tomentosa), el cedro oaxaqueño (Cedrela oaxacensis) y el cuatle (Eysenhardtia polystachya). Este bosque bajo se encuentra en las quebradas de las partes bajas del cerro. Al fondo de las quebradas, alrededor de los ríos ocurre el bosque de galería, compuesta de annonas, árnicas, y sauces. En el vivero comunal de San Felipe existe un bosque de galería de sabinos o ahuehuetes (Taxodium mucronatum). Subiendo aún más, en las laderas bajas se encuentra el bosque bajo de encino, compuesta de encinos bajos y caducifolios y algunos árboles de la selva baja caducifolia. Más arriba de los 2.000 m s. n. m. se encuentran los bosques de Pino-Encino. La mayoría del parque consiste en este bosque templado de pinos y encinos, y marcado por una temporada de lluvias entre mayo y noviembre, y época de secas el resto del año. Estos bosques son más altos, como encinos (Quercus spp.) tanto caducifolios como perennifolios, además de pinos o ocotes (Pinus montezumae, P. ayacahuite y otros), madroños (Arbutus xalapensis), y otras especies. Estos bosques contienen varias especies de orquídeas, como el rabo de ardilla (Artorima erubescens), Laelia albida, L. furfuracea, Govenia liliacea, Rhynchostele maculata, R. cervantesii, R.galeotiana, Bletia roezlii, y el limoncillo (Euchile aff. karwinskii). Los árboles están cargados de bromelias, orquídeas epifitas, musgos, helechos, y un cactus epifita conocida como "conzatti." Hay algunos llanos sin árboles donde ocurren muchas flores como los tréboles (Oxalis tetraphylla), la passiflora (Passiflora holosericea), la dalia (Dahlia coccinea), la bomarea (Bomarea edulis), y el pericón (Tagetes lucida). En la cumbre del Cerro San Felipe hay bosque frío de puros pinos. En estos bosques se encuentra una especie de orquídea endémica al cerro, Malaxis pollardii. Las partes altas son frecuentemente cubiertas de neblina.

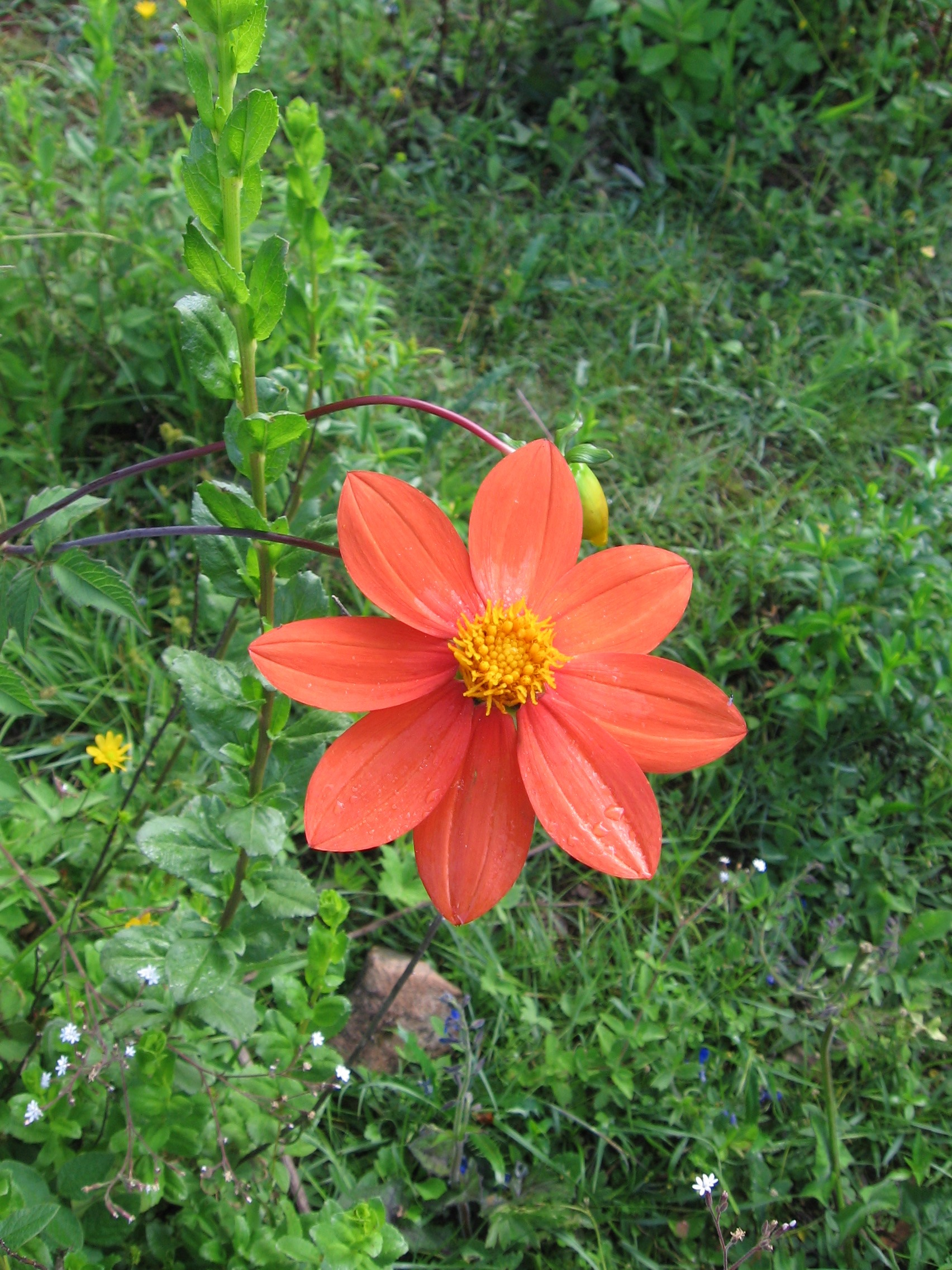
La Dalia, flor nacional de México en el Llano Manzanito.

## Plantas útiles
Varias plantas del parque son útiles para los humanos. El poleo, un arbusto del bosque templado, es usado para preparar un té para curar la diarrea, el malestar estomacal, y la cruda. El pericón es también usada para preparar té con un sabor a anís. El chepil, papalo, yerba de conejo, chepiche, verdolaga, y epazote crecen silvestres en las áreas pertubadas y son usadas para guisos y platos típicos. Varios árboles, como el nanche rojo, el guaje, el nopal y la annona brindan frutas comestibles. El maguey tobala (Agave potatorum) se usa para elaborar mezcal, y dentro de ella se encuentran los gusanitos de maguey comestibles. Las semillas del copal, tragadas como pastillas diariamente alivian el acné. La madera resinosa del ocote se usa para prender lumbre, y el copal para incienso. Algunos hongos son comestibles, como el hongo de cazahuate, pero muchos más son venenosos, por lo tanto es peligroso recolectar los hongos sin alguien que las conozca muy bien.

## Amenazas
Las dalias, las orquídeas, y las azucenas silvestres son recolectadas para uso ornamental, lo cual contribuye a su extinción. Las aves también son cazadas para venta en los mercados. La deforestación ilegal también amenaza al parque y el agua de la ciudad de Oaxaca. Los incendios y plagas forestales son un peligro también.

## Galería de fotos

Flora
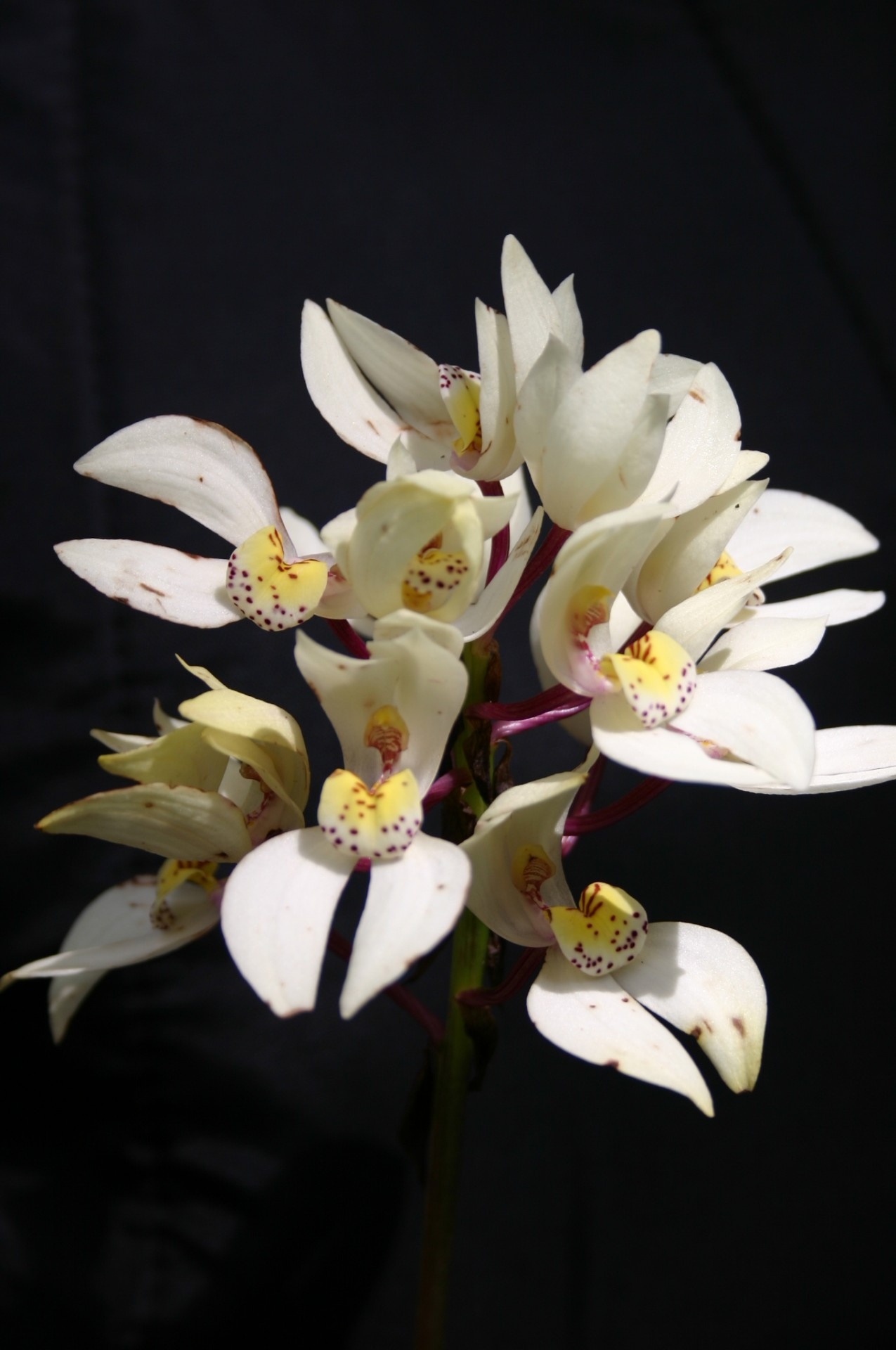
Orquídea de Tierra (Govenia lilacea)
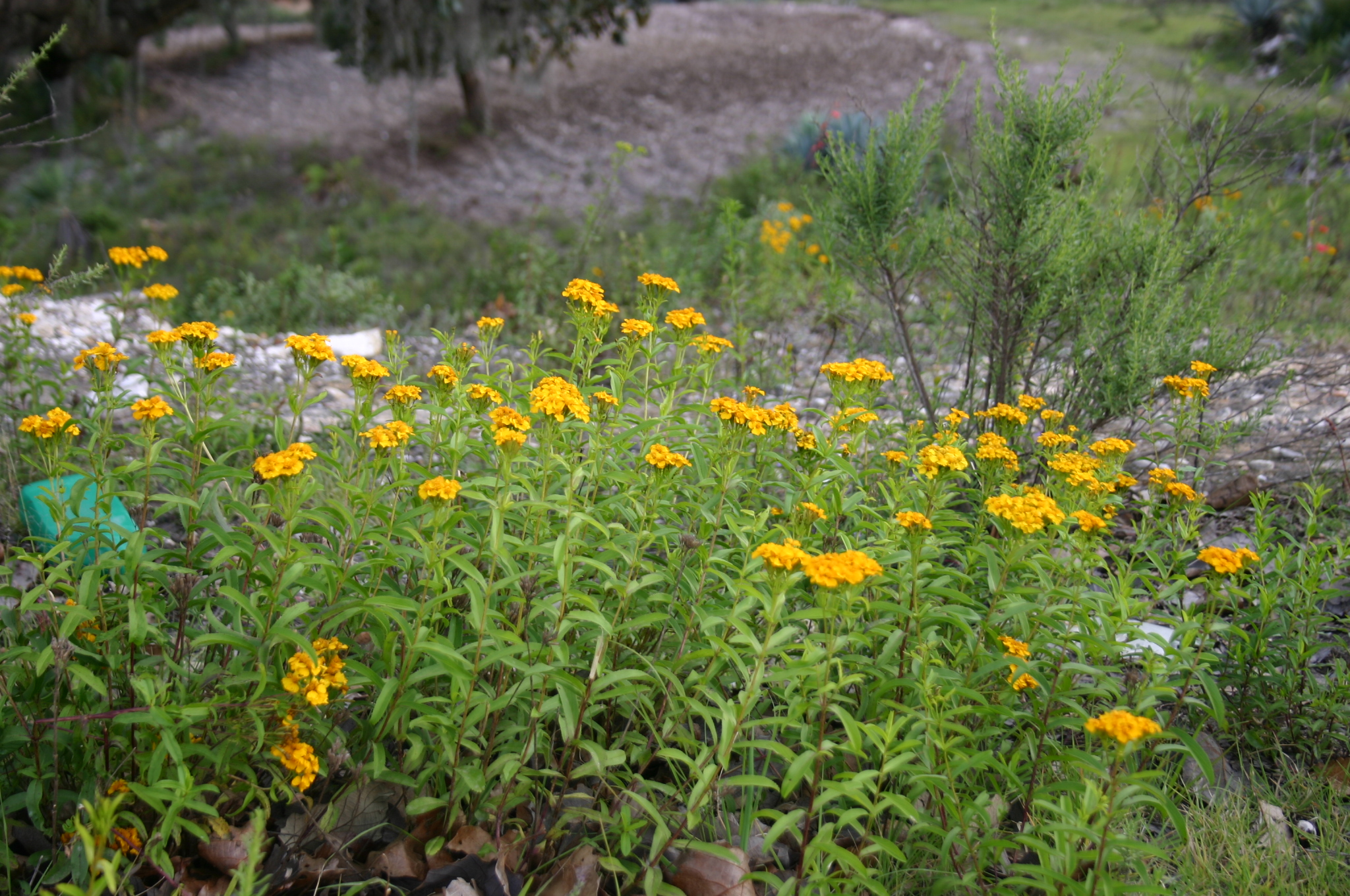
Pericón (Tagetes lucida)
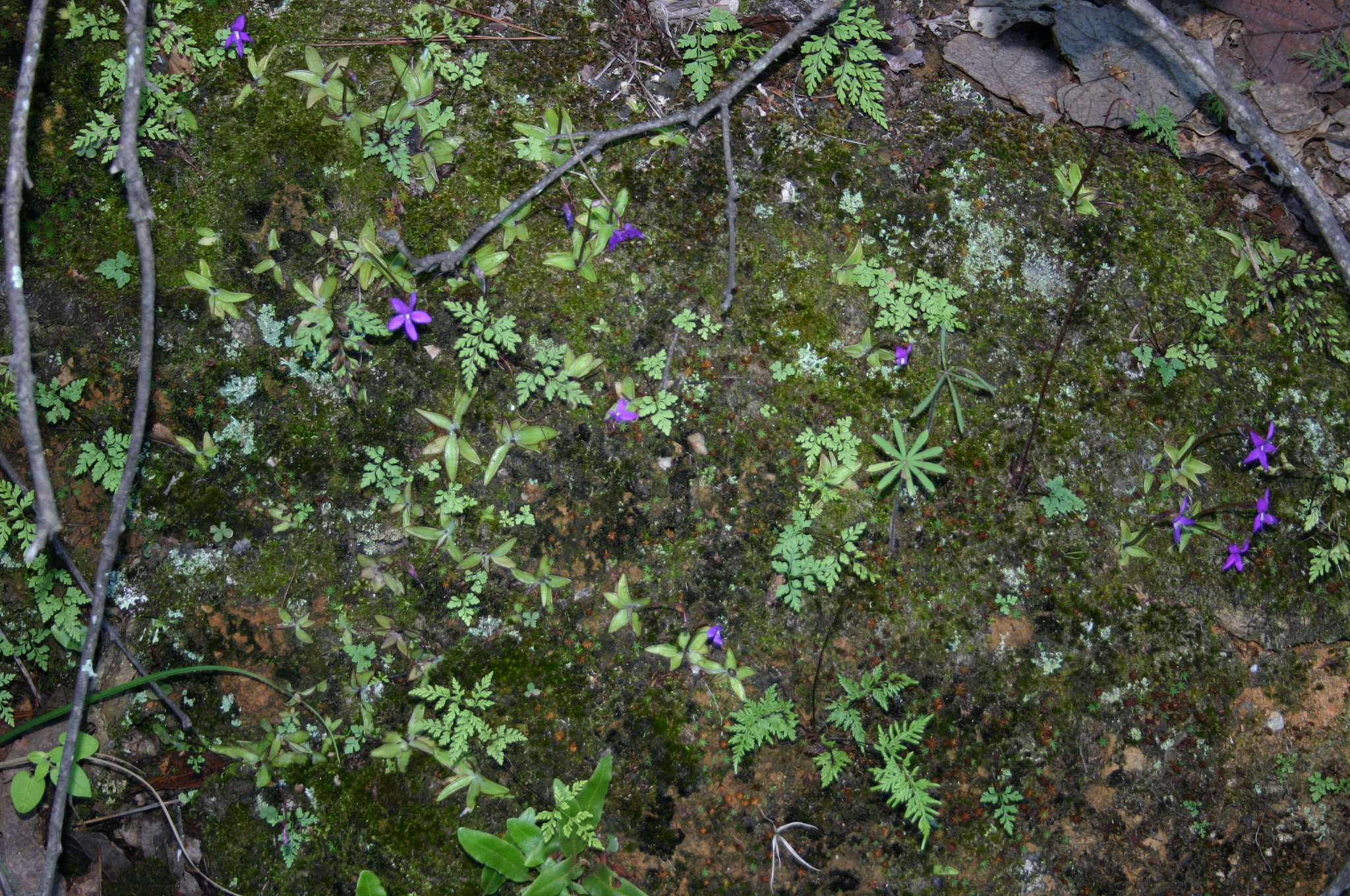
Pinguicula stolonifera, una planta carnívora
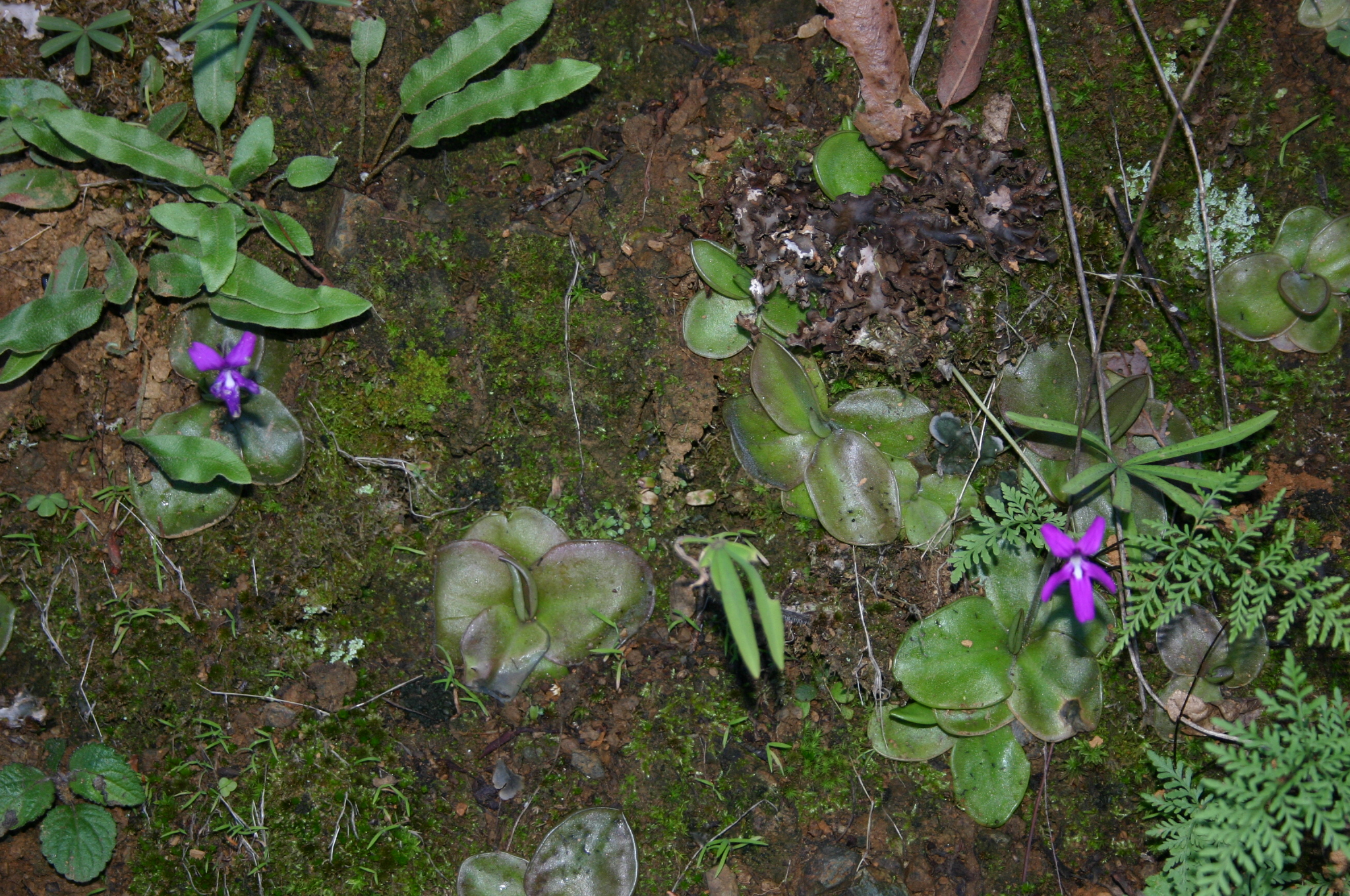
Otra especie de Pinguicula, planta carnívora (Pinguicula moranensis)
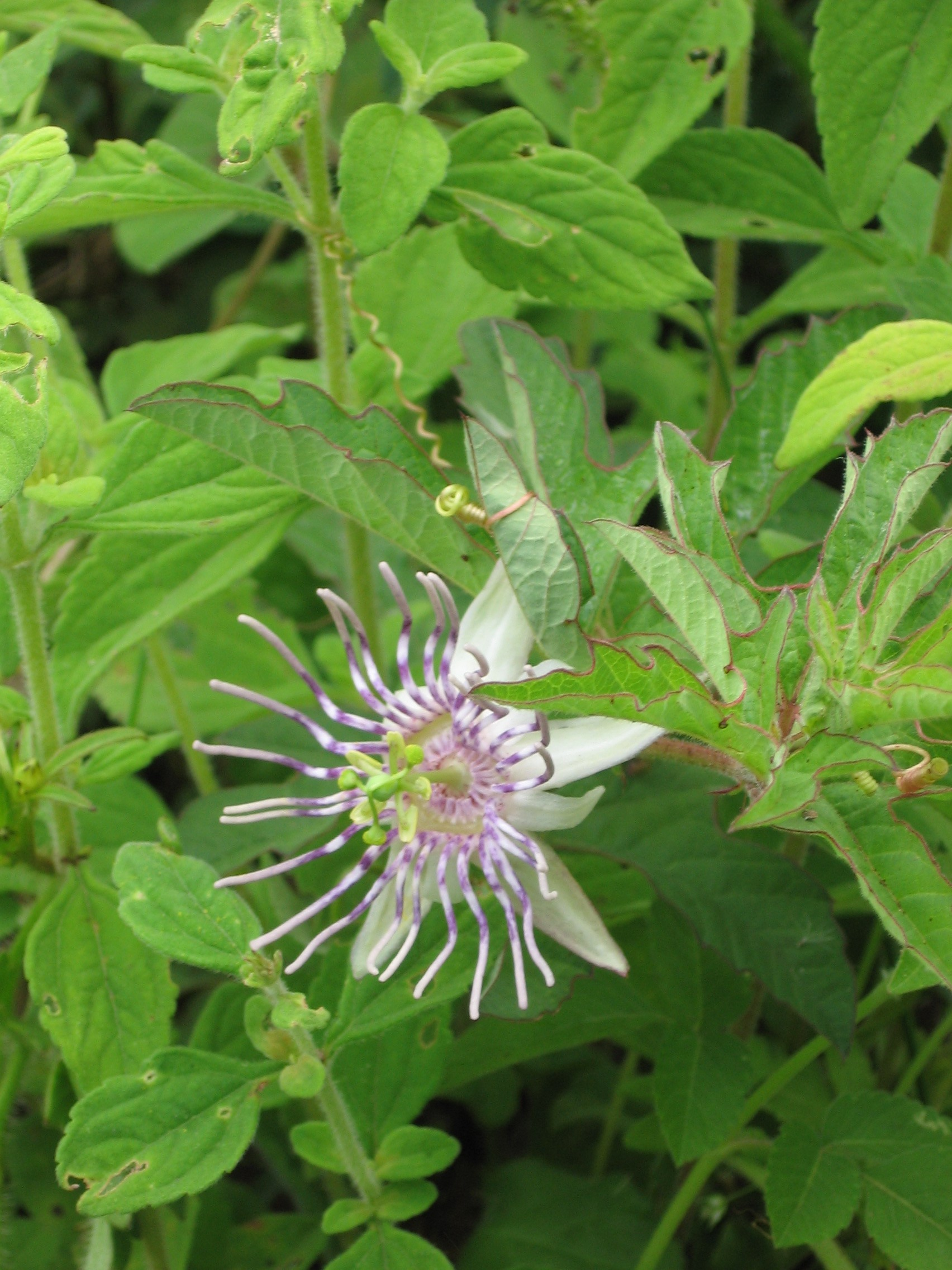
Passiflora (Passiflora holosericea)
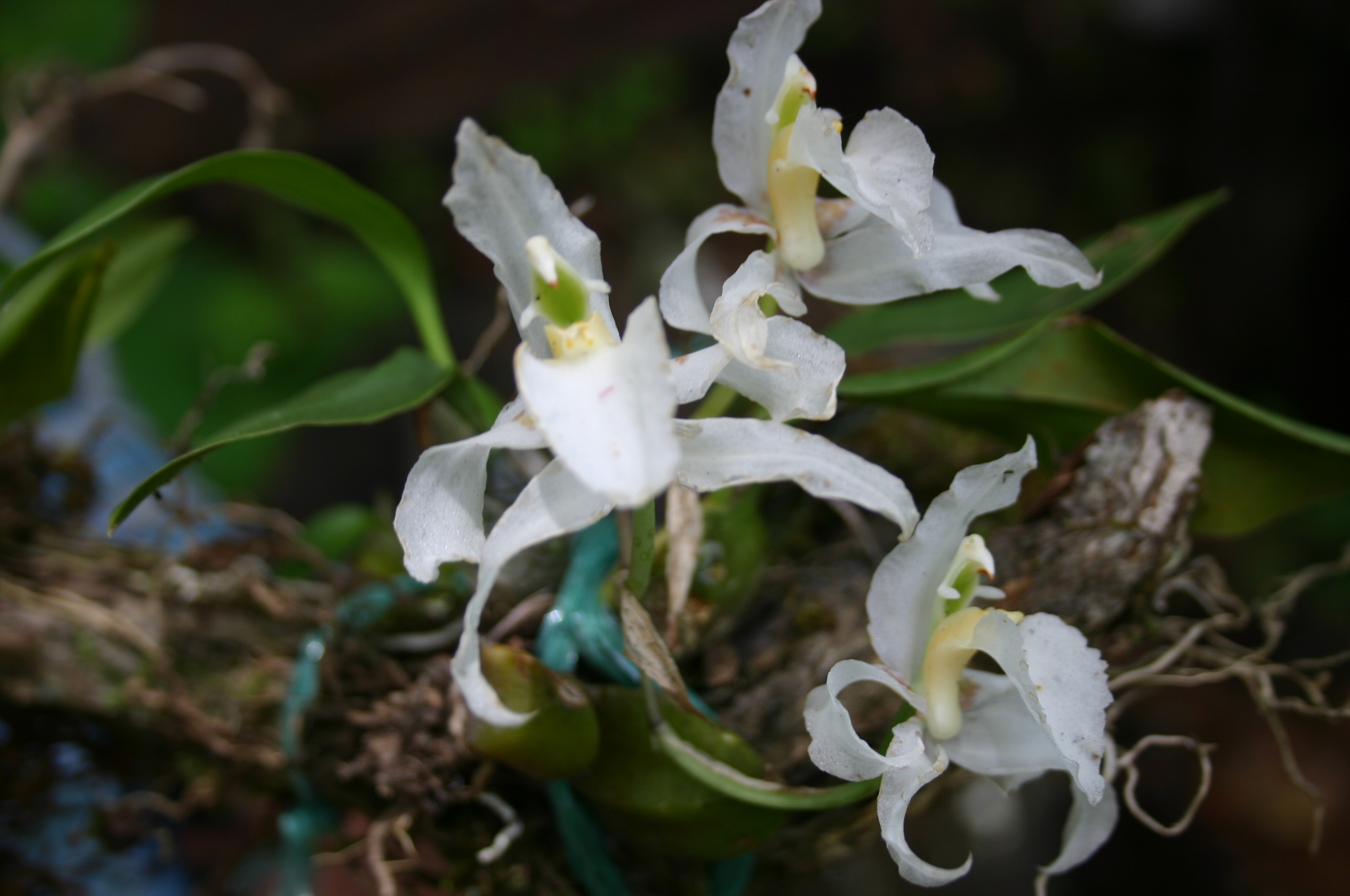
Rhynchostele galeottiana es una especie de orquídea en peligro de extinción